# Los Piratas (álbum)
Los Piratas fue el primer álbum de la banda gallega de rock Los Piratas.
Fue lanzado al mercado por la discográfica Warner en 1992 y producido por José Luis Abreu. Se trató de un directo que contenía canciones interpretadas por la banda en un concierto que ofrecieron en la sala CDB en 1992.

## Lista de canciones
1. Quiero verte respirar
2. Dentro del mar
3. La tormenta
4. L.S.D.
5. Oh! nena
6. El sombrero
7. Quiero hacerte gritar
8. Al otro lado
9. Tú me ves
10. Se pasa la vida